# Gunnar Hammarén
Carl Gunnar Hammarén, född 2 september 1909 i Gustav Vasa församling i Stockholms stad, död 3 november 1995 i Täby församling i Stockholms län, var en svensk militär.

## Biografi
Hammarén avlade studentexamen i Stockholm 1927. Han avlade sjöofficersexamen vid Sjökrigsskolan 1931 och utnämndes samma år till fänrik i flottan, där han befordrades till underlöjtnant 1933 och till löjtnant 1934. Han genomgick flygförarutbildning 1934, inträdde som löjtnant i flygvapnet 1936, gick Allmänna kursen vid Sjökrigshögskolan 1937–1938, tjänstgjorde vid Flygförvaltningen 1938–1940, befordrades till kapten 1940, tjänstgjorde vid Tionde flygflottiljen från 1940, gick Stabskursen vid Flygkrigshögskolan 1942, tjänstgjorde vid Flygstaben 1944–1947 och befordrades till major 1945. Efter att ha tjänstgjort vid Kalmar flygflottilj 1947–1952, befordrats till överstelöjtnant 1948 och tjänstgjort vid Göta flygflottilj 1952–1958 tjänstgjorde han vid Svea flygflottilj från 1958. Hammarén inträdde i flygvapnets reserv 1964 eller 1965.

## Utmärkelse
- Riddare av första klass av Svärdsorden, 1946.[7]